# 防火帯
防火帯（ぼうかたい、英語：firebreak）とは、防災上設けられる延焼被害を食い止めるための帯状の地域。

## 都市の防火帯
都市の防火帯（延焼遮断帯）は、河川、道路、鉄道、公園などの公共施設を軸に、そこに耐火建築物群や空き地などを保全・建設・誘導し、市街地火災を食い止めるための帯状の領域をいう。大規模地震などによる同時多発性火災の被害を局限化するため、市街地大火の危険性の高い地域を防火帯（延焼遮断帯）でネットワーク状に分割する手法を防火ブロック（防火区画）という。

### 英国における歴史
近代防火体制の基礎は1666年のロンドン大火後にイギリスで始まったとみるのが一般的である。チャールズ2世は仮設建築の促進等で人心の安定を図るとともに、無断建築の禁止、木造建築の厳禁、建築物の規格化、融資制度、税制改正などとともに、焼跡地の整地と都市計画の策定も実行した。

### 日本における歴史

#### 江戸時代
江戸幕府は明暦の大火後に火除地と呼ばれる延焼防止のための空地を設定した。

#### 建物疎開
太平洋戦争期の日本の大都市では空襲による火災が市街地全体へ延焼することを防ぐため建物疎開と言う名目で防火帯が整備された。実際の空襲では防火帯をまたいで焼夷弾が降り注ぐため効果が薄かったが、戦後は防火帯として整備された用地を活用して広島市の平和大通り、京都市の御池通、五条通及び堀川通などの広幅員道路（疎開道路）が整備された。

#### 防火建築帯
街の防火を目的に、1952年（昭和27年）、耐火建築促進法が法律第160号で施行され、この法に基づく防火建築帯造成事業が開始される。都市の中心部に地上3階以上 高さ11メートル以上の耐火建築物が帯状に建設された防火帯を作ろうという目的で、防火建築帯は長屋形式の共同商店建築を成していた。都市の不燃化のみならず、共同化による都市の高度利用をも目的とし、日本の市街地改造の系譜の中で初期の試みという位置づけがなされている。鳥取大火の復興に初めて適用され、3327m の防火建築帯が造成された。防火建築帯造成事業は制定後各地の大火復興で用いられ、1953年の大火の復興にあたって893mの防火建築帯を造成した大館市では、1956年の大火でその効果を発揮した。大阪などでは大阪における集合住宅形成史005にあるとおり、中高層建築物融資と併存住宅について　耐火建築・都市の不燃化を促進をすすめた。
耐火建築促進法による防火建築帯はその後、1957年（昭和32年）に制度化された住宅金融公庫の中高層耐火建築物に対する融資とともに吸収発展し、1961年（昭和36年）防災建築街区造成法に引き継がれ、これに基づく防災建築街区造成事業が開始される。ここからこうした事業は帯状の線的な開発から面的な開発へ移行し、市街地改造法とともにその後法整備が行われ、1969年にはこれらが統合されるかたちで都市再開発法（法定再開発）が施行され、現在に至っている。

## 林野の防火帯
森林・林野では山火事を防ぐために森林の一部を帯状に切った地域をいう。特に土地の利用上の目的で行われる火入れでは、その火が火入れ地の外に出ないようにする境界線の役割を果たす。また、火入れ地の内部に設けられる防火帯は火勢のコントロールに利用される。
防火帯には河川や稜線など自然にある地形地物を利用したものと植物の刈り取りや焼き切りなどによって人為的に作られるものがある。
火に強い樹種もあり、日本では森林法で定められる防火保安林として管理されることがある。
イタリアなどの地中海沿岸諸国、アメリカのカリフォルニアなどでは、ヤギに低木や雑草を食べさせ防火帯とするようにしている。